# ماركو فيديل سواريس
ماركو فيديل سواريس (بالإسبانية: Marco Fidel Suárez)‏ (و. 1855 – 1927 م) هو رجل دولة، وكاتب، ودبلوماسي، وسياسي من كولومبيا . تولى منصب رئيس كولومبيا (–11 نوفمبر 1921)، وعضو مجلس الشيوخ في كولومبيا.
| المناصب السياسية         | المناصب السياسية     | المناصب السياسية   |
| ------------------------ | -------------------- | ------------------ |
| سبقه خوسيه بيثنتي كونتشا | رئيس كولومبيا - 1921 | تبعه خورخي هولغوين |